# Прилад Діна-Старка

Прилад Діна—Старка (рос. прибор Дина-Старка; англ. Dean-Stark instrument; нім. Dean-Stark-Gerät n) — прилад для лабораторного визначення вмісту води в нафті, коли при роботі свердловин утворюється стійка емульсія.
Суть роботи приладу полягає в тому, що емульсію змішують з розчинником, нагрівають, утворену пару води, розчинника і нафти конденсують у холодильнику, а відтак вода осідає в градуйованому мірнику.